# Die geheimen Tagebücher der Anne Lister
Die geheimen Tagebücher der Anne Lister (Originaltitel The Secret Diaries of Miss Anne Lister) ist ein britischer Fernsehfilm aus dem Jahr 2010. Die Produktion handelt von Anne Lister, einer wohlhabenden Landbesitzerin und Unternehmerin, die im 19. Jahrhundert in West Yorkshire lebte und oft als „erste moderne Lesbe“ bezeichnet wird. Bekannt wurde sie nach ihrem Tod durch ihre detaillierten, mehr als 7000 Seiten und fünf Millionen Wörter umfassenden Tagebücher. Das Drehbuch ist stark von den Aufzeichnungen inspiriert, die teilweise in einem Geheimcode kombiniert aus Algebra und Altgriechisch verfasst wurden, der erst Jahre später entschlüsselt werden konnte.
Die Produktion feierte ihre Uraufführung am 17. März 2010 auf dem London Lesbian and Gay Film Festival und wurde am 31. Mai erstmals auf BBC Two ausgestrahlt. In Deutschland wurde der Film am 27. Mai 2011 auf dem Festival Großes Fernsehen gezeigt und am 27. Januar 2012 auf DVD veröffentlicht.

## Handlung
Die junge, unverheiratete Anne Lister lebt im 19. Jahrhundert zusammen mit ihrer Tante Anne und ihrem Onkel James im Gutshaus Shibden Hall in Yorkshire. Sie ist lesbisch und wünscht sich sehnlichst eine Partnerin, mit der sie zusammen leben kann. Ihre Wahl fällt auf Mariana Belcombe, mit der sie seit längerem eine geheime Liebesbeziehung führt. Diese zerbricht, als Mariana den reichen Witwer Charles Lawton heiratet. Anne vertieft sich deprimiert in ihre Studien altgriechischer Philosophie und fasst am ersten Jahrestag der Trauung den Schluss, eine andere Liebhaberin zu finden. Beim Besuch des örtlichen Gottesdienstes trifft sie auf die etwas einfältige Miss Browne, mit der sie sich eng anfreundet.
Mariana bittet Anne, heimlich in ein Hotel in Manchester zu kommen. Dort erklärt Mariana, Anne zu vermissen und sie eines Tages, nachdem Charles gestorben ist, als Witwe und Lebensgefährtin zusammen leben könnten. Sie behauptet, dass ihr Ehemann von schwacher Gesundheit sei und nicht mehr lange zu leben habe. Anne stimmt ihrem Plan zu, danach kaufen sie gemeinsam Eheringe, die sie diskret platziert um den Hals tragen wollen, bis sie zusammen leben können. Wieder in Yorkshire geht Anne Miss Browne aus dem Weg und ignoriert ihre Versuche, mit ihr ins Gespräch zu kommen. Kurz darauf macht der örtliche Industrielle Christopher Rawson Anne einen Heiratsantrag. Sie lehnt mit der Begründung, nur aus Liebe heiraten zu würden, ab. Christopher behauptet daraufhin, dass im Ort über sie geredet und sie als „Gentleman Jack“ bezeichnet werde. Später gesteht Anne ihrer Familie, dass sie keinen Mann, sondern Unabhängigkeit und eines Tages eine Lebenspartnerin haben wolle. An ihrem Geburtstag bekommt Anne Besuch von Mariana, die beiden schlafen erneut miteinander.
Anne geht mit einigen Bekannten, darunter Christopher, Mariana und Charles, auf eine Feier. Mariana ist verärgert, weil Anne ihren Ehering deutlich sichtbar trägt und somit die Aufmerksamkeit der anderen Gäste auf sich zieht. Anne wiederum wirft ihr vor, sie angelogen zu haben, da Charles gar nicht ungesund ist. Als Christopher die beiden beim Reden beobachtet, führt er selbst ein Gespräch mit Charles. Als Mariana wieder zu ihrem Ehemann geht, fragt er sie verstört, auf welche Art sie von Anne geliebt wird. Nach der Feier erhält Anne einen Brief von Mariana, dass Charles Verdacht schöpfe und sie sich nicht mehr schreiben sollten.
Onkel James stirbt kurze Zeit später, Anne erbt sein gesamtes Vermögen. Sie schreibt Mariana, sie solle sofort zu ihr ziehen. Mariana antwortet, in einem Monat nahe Yorkshire zu reisen und sie dort das weitere Vorhaben besprechen können. Als Mariana ankommt, besteigt Anne aufgeregt ihre Kutsche, was Mariana wegen der ungewollten Aufmerksamkeit anderer erneut wütend macht. Sie sagt Anne, dass sie lieber sterben würde, als ihre Affäre öffentlich zu machen. Sie könnten zwar zusammen glücklich sein, müssten dann aber voneinander getrennt leben. Anne erwidert, ihr Leben zusammen mit jemand anderem verbringen zu wollen, und geht.
Christopher bietet Anne an, ihr etwas Land abzukaufen, damit er eine Kohle-Mine auf ihrem Besitz abteufen kann. Sie lehnt das Angebot ab und beschließt, die Arbeiten selbst zu übernehmen. Sie geht eine geschäftliche Beziehung mit ihrer ledigen Bekannten Ann Walker ein, die selbst vor Kurzem Landbesitz und Geld geerbt hat. Während ihrer gemeinsamen Arbeit entsteht zwischen den beiden Frauen eine enge Verbindung, sie werden bald von Christopher eingeschüchtert und belästigt, da er nun ihr Konkurrent ist. Zu ihrer eigenen Sicherheit zieht Ann zu Anne in die Shibden Hall. Anns Tante Mrs. Priestley setzt sie davon in Kenntnis, dass über ihre Beziehung zu Anne Gerüchte verbreitet werden, und fordert sie auf, sofort nach Hause zu kommen, da sie den Namen der Familie schlecht mache und ihre Chance ruiniere, einmal einen Ehemann zu finden. Ann antwortet, dass sie kein Interesse an einem Ehemann habe, als ihre Tante gegangen ist, gesteht sie Anne, mit ihr in der Shibden Hall leben zu wollen. Anne fragt sie, ob sie den Inhalt und die Andeutungen der Gerüchte verstehe, was Ann bejaht und bekräftigt, eine Beziehung mit Anne eingehen zu möchten.
Mariana sucht erneut Anne auf, da sie nun Charles verlassen könne. Mariana fragt sie, ob für sie immer noch ein Platz in ihrem Herzen sei, allerdings antwortet Anne, bereits jemanden gefunden zu haben, worauf Mariana geht. Anschließend pflanzen Anne und Ann gemeinsam in ihrem neuen Gewächshaus Blumen. In einer Einblende am Ende des Films wird erklärt, dass Anne Lister während einer Reise mit Ann Walker in den Bergen des Kaukasus im Alter von 49 Jahren starb.

## Produktion und Veröffentlichung
In der Hauptrolle wurde Maxine Peake besetzt, der Anne Lister vor dem Rollenangebot nicht bekannt war. Sie las deswegen zur Recherche Sachbücher über die Landbesitzerin und traf sich zudem mit der Sachbuchautorin sowie Historikerin Helena Whitbread, der es in den 1980er Jahren nach fünfjähriger Arbeit gelang, Anne Listers Tagebücher zu dechiffrieren. Peake arbeitete für Die geheimen Tagebücher der Anne Lister auch erneut mit Dean Lennox Kelly zusammen, mit dem sie bereits für Shameless vor der Kamera stand.
Die Dreharbeiten fanden von November bis Dezember 2009 statt, wobei das Ensemble zwei Wochen vorher die Leseprobe in der Wohnung des Regisseurs James Kent absolvierte. Gedreht wurde neben dem Gutshaus Shibden Hall, das die reale Anne Lister bewohnte, unter anderem in den English country houses Newburgh Priory (North Yorkshire) und Bramham Park (West Yorkshire), dem Landhaus Oakwell Hall (West Yorkshire), den North York Moors sowie in der Stadt York, in der Anne Lister als Jugendliche die Mädchenschule King’s Manor School besuchte.
Der Film wurde am 17. März 2010 auf dem London Lesbian and Gay Film Festival erstmals veröffentlicht, am 31. Mai 2010 folgte auf BBC Two die Erstausstrahlung im britischen Fernsehen. Er erreichte dabei eine Zuschauerzahl von knapp zwei Millionen, was einem Marktanteil von ungefähr acht Prozent entsprach. Danach war auf demselben Sender eine einstündige, von der Komikerin Sue Perkins moderierte Dokumentation über Anne Listers Leben zu sehen.

## Rezeption
In der Internet Movie Database erreichte der Film eine Bewertung von sieben von zehn Sternen basierend auf 1.844 abgegebenen Stimmen. Auf Rotten Tomatoes ergab sich ein Zuschauer-Wert von 70 Prozent basierend auf 166 Bewertungen.
Dennis Harvey bezeichnete den Fernsehfilm in der Variety als weder zu anspruchsvoll noch zu erotisch schockierend. Er funktioniere trotz fehlender Elemente aus Listers Biografie und der Nichtbehandlung ihres sozialen Status als Grund für die Toleranz ihrer Sexualität als eng fokussierte Suche der Protagonistin nach Liebe. Das Szenenbild sei verglichen mit anderen Filmen der Produktionsfirma Merchant Ivory Productions eher bescheiden, jedoch trotzdem hübsch, vor allem die wunderschöne Landschaft Yorkshires. Auch seien die Darsteller großartig, allen voran Maxine Peake, die reichlich schwungvoll spiele. Für John Walsh von The Independent war die Produktion intensiv, aber auch eintönig. Peake versuche, eine große Bandbreite an Emotionen abzubilden, allerdings sei die Grundeinstellung ihrer Figur immer Enttäuschung, auch die Atmosphäre des Szenenbilds falle düster und grimmig aus. Jedoch sei die Szene, in der Anne Lister mit Theatergläsern Frauen betrachtet, bis sie sich schließlich auf eine neue Freundin festlegt, entzückend und für alle Zuschauenden befriedigend. Wiederum das Ende, in der Mariana von Anne weggeschickt wird, nannte Walsh pessimistisch, unbefriedigend und oberflächlich. Ähnlich äußerte sich Sarah Dempster im The Guardian, für sie waren Anne Listers optimistisches Gemüt und Peakes fröhliches Gesicht in Kombination mit den komischen Kamera-Winkeln und wackeligen Aufnahmen stürmischer Natur der Untergang des Films. Dagegen lobte Euan Ferguson von The Observer die höchst lehrreiche Produktion als packend und eindrucksvoll sowie wunderschön und clever inszeniert, auch sei Peake für die Rolle einfach geschaffen. Sarah Cookes Kritik im New Statesman viel gemischt aus. Peake sei als Anne Lister gruselig merkwürdig und mehrdeutig. Jedoch wäre der Film ohne sie sowie die Homosexualität der Hauptfiguren nur eine langweilige Liebesgeschichte mit einigen Naturaufnahmen, weil English etliche interessante Episoden in Listers Leben weggelassen hätte. Zwar würden die Sex-Szenen viel zu sehr betont, allerdings seien sie im Vergleich zu anderen Liebesfilmen unterhaltend statt rührselig. Trotz einiger humorvoller, charmanter und schöner Momente, beispielsweise Listers Beziehung zu ihrer Tante und ihrem Onkel, sei der Film letztlich sexbesessen und reduktionistisch. In der Curve wurde die Produktion als unheimlich berührend beschrieben. Peake und Anna Madeley seien in ihren Rollen bemerkenswert und aufrichtig, zudem stellten die Kostüme, Beleuchtung und die graue, hügelige Landschaft Yorkshires einen Augenschmaus dar und verliehen dem Film zusätzliche Tiefe.

## Synchronisation
Die Synchronisation des Films wurde bei der Splendid Synchron nach einem Dialogbuch und unter der Dialogregie von Cornelius Frommann erstellt.
| Rolle                    | Darsteller          | Synchronsprecher       |
| ------------------------ | ------------------- | ---------------------- |
| Anne Lister              | Maxine Peake        | Antje von der Ahe      |
| Mariana Belcombe         | Anne Madeley        | Betül Jülide Gülgec    |
| Isabella „Tib“ Norcliffe | Susan Lynch         | Daniela Bette-Koch     |
| Ann Walker               | Christine Bottomley | Milena Karas           |
| Tante Anne Lister        | Gemma Jones         | Karyn von Ostholt-Haas |
| Onkel James Lister       | Alan David          | Hans Bayer             |
| Mrs. Priestley           | Richenda Carey      | Sibylle Nicolai        |
| Charles Lawton           | Michael Culkin      | Jürg Löw               |
| Christopher Rawson       | Dean Lennox Kelly   | Gregor Höppner         |
| Miss Browne              | Tina O’Brien        | Corinna Dorenkamp      |